# Echuca

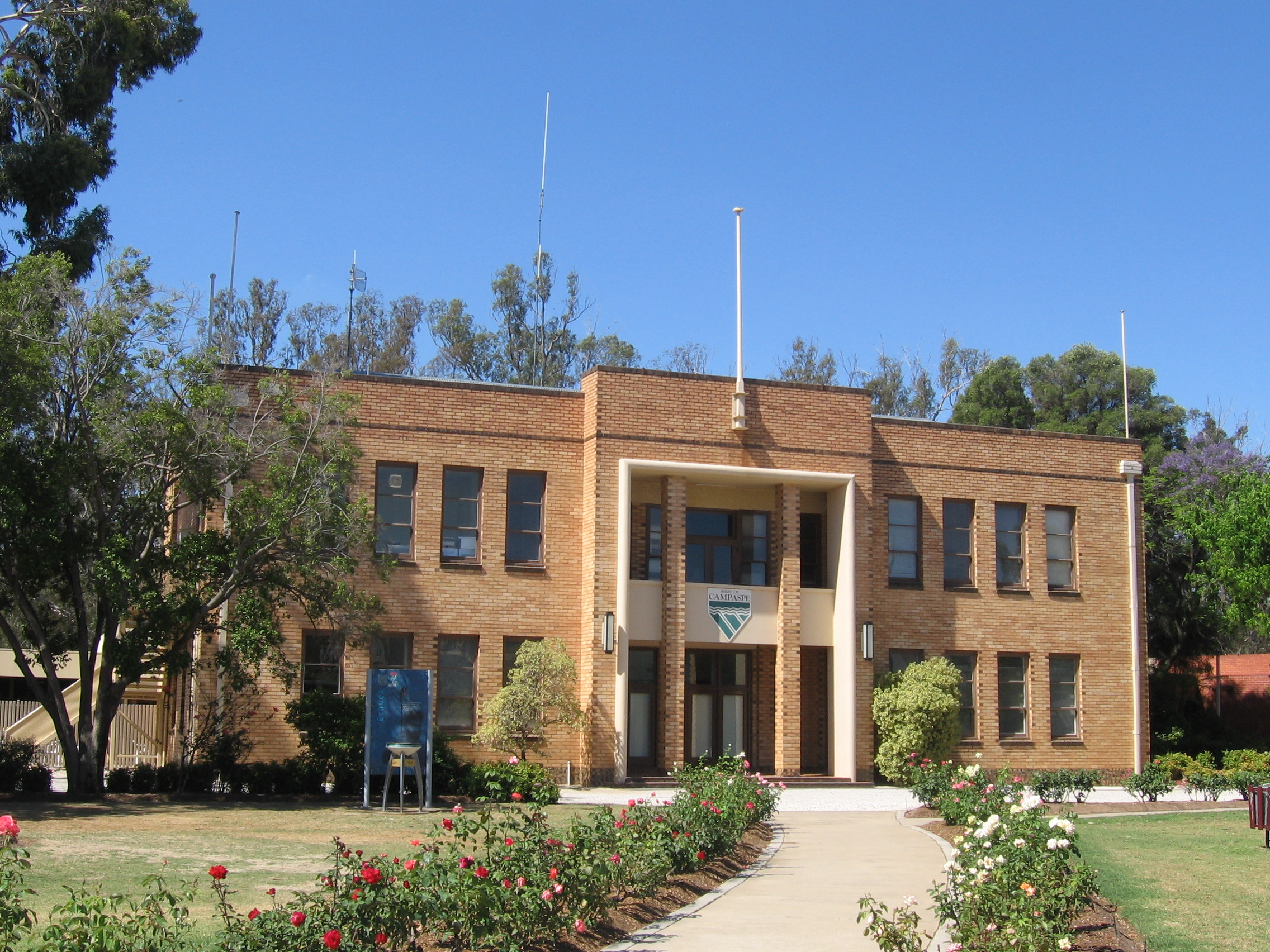
Condado de Campaspe Central

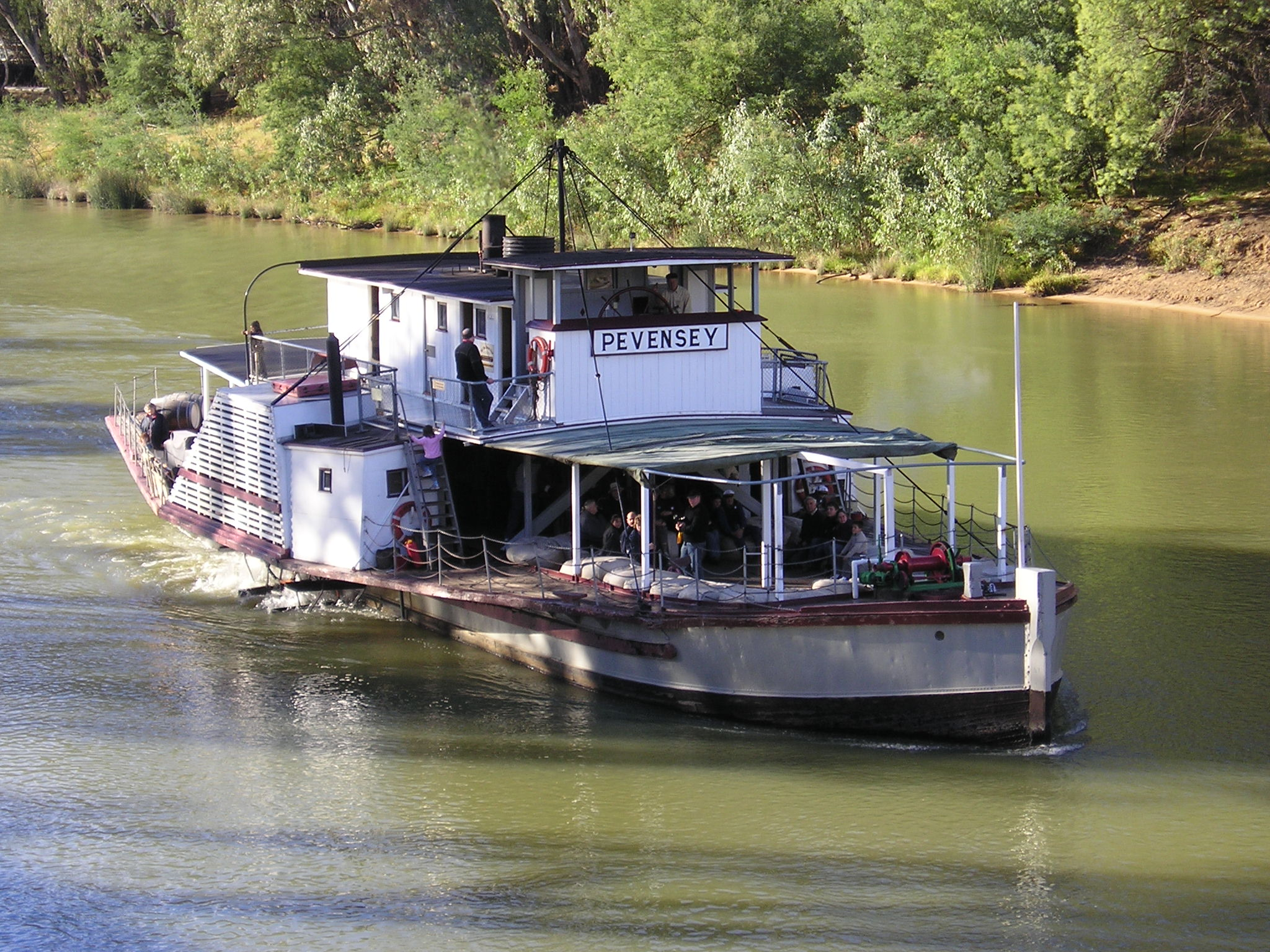
Paddle Olla de presión PS Pevensey

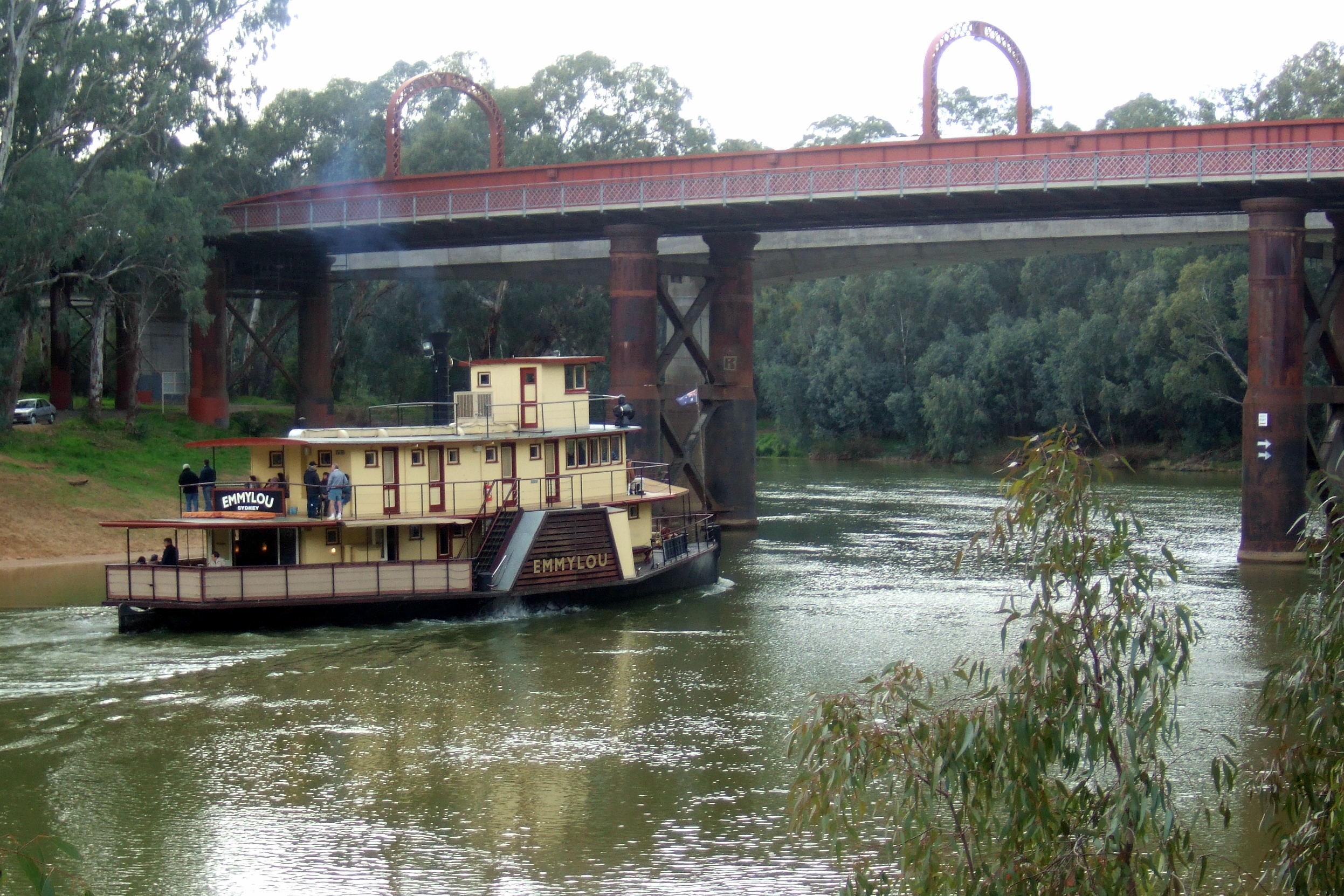
El Echuca-Moama Puente de Raíl de la Carretera.

Echuca es una ciudad australiana localizada entre los ríos Murray y Campaspe, en el estado de Victoria. La ciudad hace frontera con Moama, con el lado norte del río Murray.

## Geografía
Echuca (/əˈtʃuːkə/ ə-CHOO-kə) es una ciudad australiana localizada entre los ríos Murray y Campaspe, en el estado de Victoria.
La ciudad hace frontera con Moama, con el lado del norte del río Murray y con Nueva Gales del Sur. Echuca es el centro administrativo y de población más grande en el Condado de Campaspe.
Echuca, de significado aborigen significa "Encuentro de las Aguas".

## Personas notables
- Henry Hopwood (1813-1869), fundador de Echuca, nació en Bolton, Lancashire, Inglaterra.[5]
- Anna Euphemia Morgan (1874-1935), dirigente Aborigen, nació el 7 de octubre de 1874.[6]
- Hugh Mckenzie (1853-1942), político y agente de estación accionaria.[7]
- Travis Fimmel, el modelo y actor, nació en la ciudad.

## Ciudad hermanada
- Whitehorse, Yukón, Canadá.[8][9]